# Didemnum nocturnum
Didemnum nocturnum är en sjöpungsart som beskrevs av Monniot 1997. Didemnum nocturnum ingår i släktet Didemnum och familjen Didemnidae. Inga underarter finns listade i Catalogue of Life.